# Killer Queen: A Tribute to Queen
Killer Queen: A Tribute to Queen is een tributealbum met nummers van de Britse rockband Queen. De naam van het album is afgeleid van de single uit 1974 met dezelfde naam.

## Tracklist
| Track | Artiest              | Titel                                 | Schrijver                           | Origineel album      |
| ----- | -------------------- | ------------------------------------- | ----------------------------------- | -------------------- |
| 1     | Gavin DeGraw         | "We Are the Champions"                | Mercury                             | News of the World    |
| 2     | Shinedown            | "Tie Your Mother Down"                | May                                 | A Day at the Races   |
| 3     | Constantine Maroulis | "Bohemian Rhapsody"                   | Mercury                             | A Night at the Opera |
| 4     | Eleven & Josh Homme  | "Stone Cold Crazy"                    | Deacon, May, Mercury, Taylor        | Sheer Heart Attack   |
| 5     | Jason Mraz           | "Good Old-Fashioned Lover Boy"        | Mercury                             | A Day at the Races   |
| 6     | Joss Stone           | "Under Pressure"                      | Deacon, May, Mercury, Taylor, Bowie | Hot Space            |
| 7     | Breaking Benjamin    | "Who Wants to Live Forever"           | May                                 | A Kind of Magic      |
| 8     | Be Your Own Pet      | "Bicycle Race"                        | Mercury                             | Jazz                 |
| 9     | Josh Kelley          | "Crazy Little Thing Called Love"      | Mercury                             | The Game             |
| 10    | Los Lobos            | "Sleepin' on the Sidewalk"            | May                                 | News of the World    |
| 11    | Sum 41               | "Killer Queen"                        | Mercury                             | Sheer Heart Attack   |
| 12    | Rooney               | "Death on Two Legs (Dedicated to...)" | Mercury                             | A Night at the Opera |
| 13    | Jon Brion            | "Play the Game"                       | Mercury                             | The Game             |
| 14    | The Flaming Lips     | "Bohemian Rhapsody"                   | Mercury                             | A Night at the Opera |
| 15    | Ingram Hill          | "'39"                                 | May                                 | A Night at the Opera |
| 16    | Antigone Rising      | "Fat Bottomed Girls"                  | May                                 | Jazz                 |

- Track 3, "Bohemian Rhapsody" (gespeeld door Constantine Maroulis), wordt samen gezongen met de Engelse cast van We Will Rock You.
- Track 12, "Death on Two Legs (Dedicated to...)" (gespeeld door Rooney), bevat aan het eind ook de inleidende piano naar de volgende track op het originele album, "Lazing on a Sunday Afternoon".